# Comuna Țînțăreni, Anenii Noi
Țînțăreni este o comună din raionul Anenii Noi, Republica Moldova. Cuprinde satele Crețoaia și Țînțăreni.
Comuna are o suprafață totală de 57,37 kilometri pătrați, fiind cuprinsă într-un perimetru de 52,98 km. Suprafața totală a localităților din cadrul comunei alcătuiește aproximativ 2,34 kilometri pătrați.

## Demografie
<div class="transborder" style="position:absolute;width:100px;line-height:0;
<div class="transborder" style="position:absolute;width:100px;line-height:0;
Structură etnică
     moldoveni (88,69%)
     ucraineni (7,97%)
     ruși (1,32%)
     găgăuzi (0,09%)
     bulgari (0,03%)
     români (0,96%)
     polonezi (0,06%)
     țigani (0,66%)
     alte etnii / nedeclarată (0,22%)
Conform datelor recensământului din 2004, populația comunei este de 3.325 locuitori, dintre care 1.621 (48,75%) bărbați și 1.704 (51,25%) femei. Structura etnică a populației în cadrul comunei arată astfel:
- moldoveni — 2.949;
- ucraineni — 265;
- ruși — 44;
- găgăuzi — 3;
- bulgari — 1;
- români — 32;
- polonezi — 2;
- țigani — 22;
- altele / nedeclarată — 7.

## Administrație și politică
Componența Consiliului local Țînțăreni (13 consilieri), ales la 5 noiembrie 2023, este următoarea:
|  | Partid                                       | Consilieri | Componență | Componență | Componență | Componență | Componență |
|  | -------------------------------------------- | ---------- | ---------- | ---------- | ---------- | ---------- | ---------- |
|  | Partidul Acțiune și Solidaritate             | 5          |            |            |            |            |            |
|  | Mișcarea Alternativa Națională               | 3          |            |            |            |            |            |
|  | Partidul Socialiștilor din Republica Moldova | 3          |            |            |            |            |            |
|  | Mișcarea „Respect Moldova”                   | 1          |            |            |            |            |            |
|  | Platforma Demnitate și Adevăr                | 1          |            |            |            |            |            |